# Аргентино-украинские отношения
Аргенти́но-украи́нские отноше́ния — двусторонние дипломатические отношения между Аргентиной и Украиной.

## История
С 1897 по 1914 год около 10 000 украинцев эмигрировали в Аргентину. После окончания Первой мировой войны в 1918 году около 70 000 украинцев прибыли в Аргентину. В феврале 1921 года Аргентина стала первой и единственной страной в Латинской Америке, которая осуществила признание и установила дипломатические отношения с Украинской Народной Республикой. В 1922 году Украина потеряла суверенитет, став частью Советского Союза. После окончания Второй мировой войны ещё 6 000 украинцев эмигрировали в Аргентину.
5 декабря 1991 года Аргентина признала независимость Украины после распада СССР. 6 января 1992 года Аргентина и Украина установили дипломатические отношения. В марте 1993 г. в Буэнос-Айресе начало действовать Посольство Украины, а в мае 1993 г. в Киеве начало свою работу первое на территории бывшего СССР Посольство Аргентинской Республики. В 1995 году президент Украины Леонид Кучма посетил с официальным визитом Аргентину. В 1998 году президент Аргентины Карлос Менем осуществил государственный визит на Украину.
В феврале-марте 2014 года состоялась аннексия Крыма Российской Федерацией и Аргентина как непостоянный член Совета Безопасности Организации Объединенных Наций проголосовала по проекту резолюции, осуждающему референдум о статусе Крыма. В марте 2014 года Аргентина воздержалась при голосовании за резолюция Генеральной Ассамблеи ООН 68/262 о территориальной целостности Украины. Президент Аргентины Кристина Фернандес де Киршнер заявила, что Великобритания и Соединённые Штаты Америки проводят политику двойных стандартов, когда осуждают прошедший референдум в Крыму, но поддерживают результаты референдума на Фолклендских островах. При этом Аргентина призвала к соблюдению территориальной целостности Украины и считает, что Крым является её неотъемлемой частью.
В сентябре 2016 года президент Аргентины Маурисио Макри и президент Украины Петр Порошенко провели встречу во время Генеральной Ассамблее ООН в Нью-Йорке. В 2016 году страны отметили 25 лет с момента восстановления дипломатических отношений. Между странами сложились дружеские отношения, в том числе по причине исторической эмиграции украинцев в Аргентину. В Аргентине существует вторая по количеству украинская община в Латинской Америке (после Бразилии), насчитывающая около 250 000 украинцев и их потомков.

## Торговля
В 2016 году товарооборот между странами составил сумму 60,5 млн. долларов США. Экспортом Аргентины на Украину: рыба и ракообразные, фрукты и орехи, семена и фрукты, табак и его заменители. Экспорт Украины в Аргентину: удобрения, чёрные металлы и машинное оборудование.

## Дипломатические представительства
- Аргентина имеет посольство в Киеве[11].
- У Украины имеется посольство в Буэнос-Айресе[12].